# Albi Rugby League XIII
Maillots
Actualités
Albi Rugby League XIII est un club de rugby à XIII français créé le 22 septembre 2008 reprenant en lieu et place l'ancien club Racing Club albigeois XIII, créé en 1934, disparu en raison d'un dépôt de bilan cette même année 2008. Le club se situe à Albi dans le département du Tarn (Occitanie).
Aujourd'hui installé en première division du Championnat de France, le club d'Albi Rugby League XIII est réintégré au Championnat de France en 2008 en deuxième division en reprenant la place du Racing Club albigeois XIII. Ce dernier a longtemps constitué l'un des clubs les populaires et victoires comme en témoigne les six titres de Championnat de France remportés en 1938, 1956, 1958, 1962, 1977 et 2025, ainsi qu'une Coupe de France en 1974.

## Historique

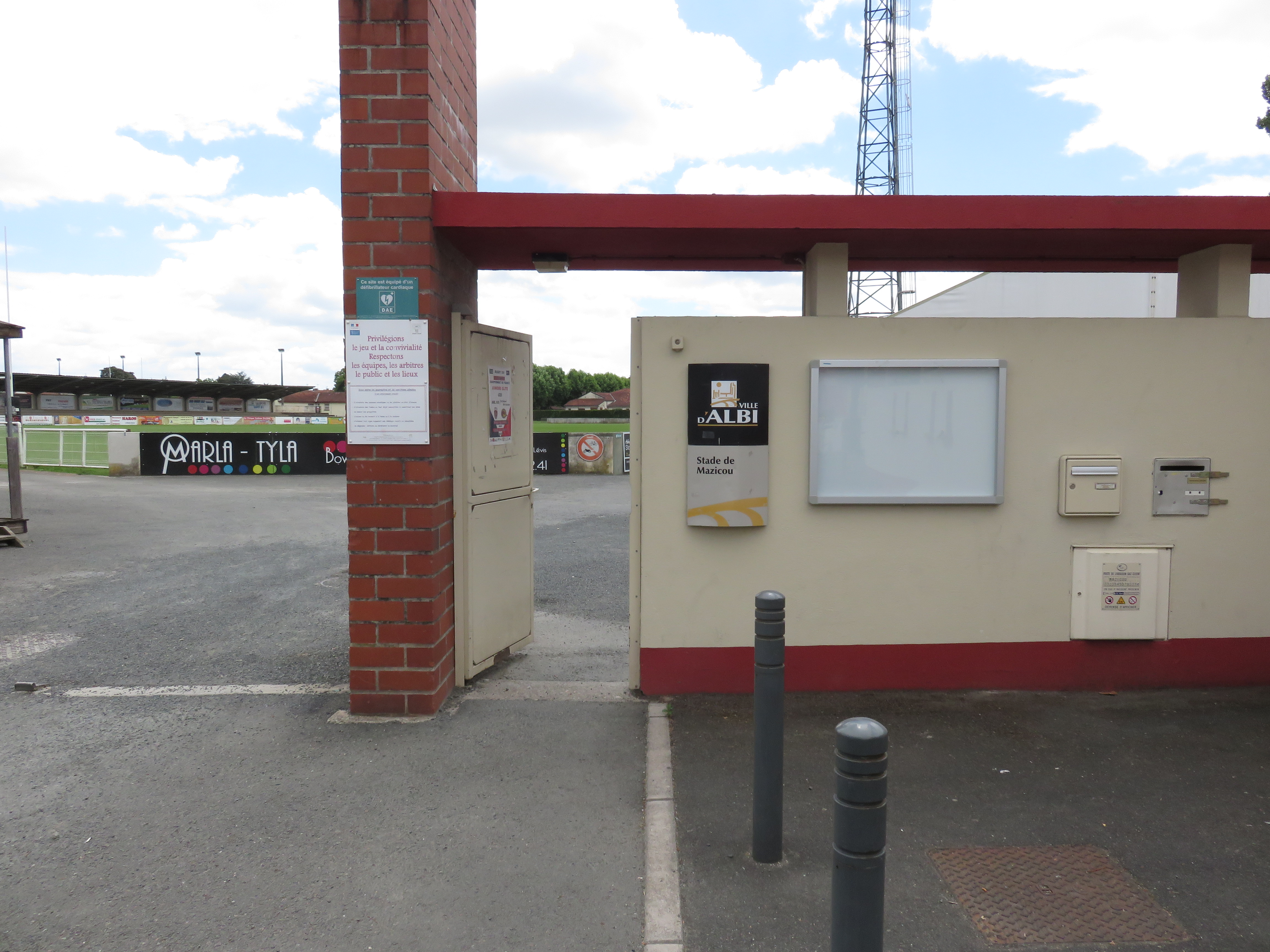
Entrée du stade Mazicou d'Albi

L’histoire d'Albi Rugby League est étroitement liée à celle de deux clubs d’Albi.  
Le premier est l’emblématique Racing Club Albigeois XIII, fondé en 1934, qui a donné à la ville une renommée outre-manche mais aussi dans les terres lointaines du continent océanique où le rugby à XIII est le sport n°1 : l’Australie. C'est ce premier club, crée à l’initiative de Maurice Metgé et du Docteur Simon Bomput, qui rallie la ligue de rugby à XIII en 1935. 
Le deuxième club, moins connu, est l’Union Olympique Albigeois, école de rugby. En effet cette école de rugby, fondée le 24 juillet 2000 par Bernard Bru (actuel secrétaire général d'Albi Rugby League) et présidée jusqu’en 2008 par Alain Bru, est le berceau administratif d'Albi Rugby League quand le Racing Club Albigeois en est le berceau historique. 
Des difficultés financières apparaissent dès le début des années 2000, privant le club de la possibilité de revenir au haut niveau, difficultés récurrentes qui vont entrainer la fin du club historique. 
En effet, à la suite du dépôt de bilan de la SASP et de l’association du Racing Club Albigeois en 2008 (après une remontée en Elite 1 et une participation à la finale de coupe de France)  se posait la question de la survie du XIII en terre albigeoise. La création d’un nouveau club impliquait de repartir sur des bases nouvelles tant administratives (agréments divers) que financières (les subventions n'étant possibles qu’après un an d’existence) et ainsi au plus bas niveau sportif de la FFR XIII.
Faisant l’état de ces constatations, le président de l’Union Olympique Albigeois proposa que l’école de rugby soit porteuse de ce renouveau le vendredi 19 septembre 2008 au cours d’une réunion de crise. Le 22 septembre 2008, lors d’une assemblée générale ordinaire et une assemblée générale extraordinaire, est effectuée une passation de pouvoir ; Le changement de Présidence et la modification des statuts portant sur le nom Albi Rugby League XIII furent votés.
D’un commun accord, avec la mairie et la fédération, Albi Rugby League XIII a pris le relais du Racing Club Albigeois XIII en Elite 2 dès la saison 2008/2009 avec le club de Réalmont XIII comme réserve.
Le premier match du club en Elite 2 sous la direction de Stéphane Revello et Jacob Jérôme a eu lieu au stade Mazicou le 26 octobre 2008 à 15H. Malgré des difficultés administratives, 14 joueurs sont alignés (12 au départ) et gagne le Cabardes 37 à 22. 

### 2015: retour dans la première division

#### 2016-2018; David Collado mène Albi R.L. en phase finale
Avec David Collado en tant qu'entraîneur, Albi R.L. regagne sa place en première division 2015-2016 et espère pouvoir prétendre à la sixième place. Le Championnat est composé de neuf équipes et Albi R.L. réalise une saison plus qu'honorable en prenant la cinquième place lors de la première phase avant de rencontrer des difficultés au fil de la saison et de céder en deuxième phase devant le S.O. Avignon et Saint-Estève XIII Catalan. Qualifié pour le 1er tour de la phase finale, Albi R.L. clôt sa saison par une défaite face à Palau XIII 30 à 10. Elle réalise en parallèle un parcours plutôt réussi en Coupe de France où le club réussit à atteindre les demi-finales après avoir éliminé Palau-del-Vidre et Ferrals, toutefois il est éliminé par Saint-Estève XIII catalan. En octobre 2016, le club conclut sous l'impulsion d'Éric Anselme un partenariat avec les Leeds Rhinos avec pour programme un programme d'entraînement commun pour l'école de rugby et des échanges de joueurs. Le club maintient les mêmes ambitions en 2016-2017 et réalisé un parcours honorable avec une sixième place au Championnat (composé de dix équipes). Qualifié pour le barrage en phase finale, le club est éliminé par Saint-Estève-XIII Catalan 54 à 22. Parallèlement, il dispute une seconde demi-finale d'affilée de Coupe de France, défait par l'A.S. Carcassonne. En 2017-2018, le club stagne aux mêmes places depuis son retour en première division avec une sixième place en Championnat mais est tout proche d'une qualification en demi-finale suite au barrage face au F.C. Lézignan perdu 28 à 24. En Coupe de France, une nouvelle demi-finale ponctue le parcours albigeois avec une défaite 28 à 16 face au XIII Limouxin.

#### 2018: Joris Canton devient entraîneur et permet après le COVID la montée en puissance du club
La saison 2018-2019, avec Joris Canton comme entraîneur, semble être un bis repetita avec une nouvelle défaite, serrée, en barrage 26 à 24 face au même adversaire que la saison précédente, le XIII Limouxin, saison où le club repose sur les performances de Baptiste Fabre et Nittim Pedrero. La saison 2019-2020 est quant à elle interrompue en raison de la pandémie du COVID-19 et ne va pas à son terme, Albi R.L. se trouvait alors sur le podium de la saison régulière à deux points du XIII Limouxin et à égalité de points avec Saint-Estève-XIII catalan. Le retour du Championnat en 2020-2021 est compliqué sportivement pour Albi R.L. puisque le club ne parvient pas à se qualifier pour la phase finale et fut éloigné de la sixième place, mais à partir de la saison 2021-2022 le club monte en puissance.
La saison 2021-2022 voit le club terminé à la quatrième place du Championnat  mais connaît une désillusion en étant battu en barrage par Saint-Estève-XIII catalan 28 à 24. En 2022-2023, le club maintient son rang et termine de nouveau quatrième. Opposé au  XIII Baroudeur de Pia , le club tarnais parvient enfin à se qualifier en demi-finale en écartant son adversaire 40 à 6. En demi-finale, face au favori, l'A.S. Carcassonne, les Albigeois sont défaits 26 à 16. En Coupe de France, Albi R.L. renoue avec une finale, la première depuis 2008 du temps où le club albigeois opérait sous l'appellation R.C. Albigeois alors battue par le XIII limouxin. Pour se frayer le chemin jusqu'en finale, Albi R.L., de l'entraîneur Joris Canton, a remporté facilement son huitième face à Villeneuve R.L. et son quart face à Villegailhenc Aragon XIII, mais dispute une âpre demi finale remportée face au XIII limouxin 34 à 28. Après une première mi-temps équilibrée (10 à 8 pour Carcassonne), le club albigeois ne parvient pas en enrayer l'élan carcassonnais et s'incline 38 à 12. En 2023-2024, le club convainc Tony Gigot de les rejoindre. Le club tarnais est le seul à challenger l'A.S. Carcassonne à la première place du classement de la saison régulière, le battant lors de leurs deux rencontres. Terminant second, Albi R.L. bat le XIII Limouxin en demi-finale 34 à 18 et dispute sa première finale du Championnat de France depuis 1977 face aux Carcassonnais. Dans une finale indécise, les Albigeois sont tout proche d'une victoire mais à une minute de la fin l'A.S. Carcassonne repasse devant et s'impose 8 à 6.

## Equipes et infrastructure
Après l’accession en Championnat de France de première division appelé « Elite 1 », catégorie reine de la discipline dès la saison 2015-2016, et le « Label Or » pour l’école de Rugby la même année, aujourd’hui Albi Rugby League XIII c’est : 
- Plus de 280 licenciés.
- Une école de rugby à XIII des premiers pas aux benjamins.
- Une équipe « Minimes » vice-champion de Ligue Midi-Pyrénées en 2014/2015.
- Une équipe « Cadets » champion de Ligue Midi-Pyrénées en 2014-2015 et vice-champion de France de challenge en 2021/2022.
- Une équipe « Juniors élite » vainqueur de la Coupe de France Luc Nitard en 2015/2016.
- Une équipe « Seniors » Elite I, championne de France Elite II en 2014/2015.
- Une équipe « Loisirs ».

C’est enfin, une salle de musculation aménagée et un chapiteau de 250 m2 pour les réunions et les réceptions. Les matchs et les entraînements se déroulent au stade Mazicou à Albi. Tous les Educateurs, Entraîneurs et Soigneurs sont diplômés.

## Logo

Logo du club de 2009 à 2012.

## Palmarès
| Championnat de France                                                                      | Coupe de France                                               | Championnat de France de deuxième division                            |
| ------------------------------------------------------------------------------------------ | ------------------------------------------------------------- | --------------------------------------------------------------------- |
| - Champion (6) : 1938, 1956, 1958, 1962, 1977 et 2025. - Vice-champion (2) : 1960 et 2024. | - Vainqueur (1) : 1974. - Finaliste (3) : 2008, 2023 et 2025. | - Vainqueur (2) : 1991 et 2015. - Finaliste (3) : 2001, 2007 et 2014. |

## Bilan du club toutes saisons et toutes compétitions confondues
| Année | Année                                      | Saison régulière                                                                 | Saison régulière                                                                 | Saison régulière                                                                 | Saison régulière                                                                 | Saison régulière                                                                 | Saison régulière                                                                 | Saison régulière                                                                 | Saison régulière                                                                 | Phase finale                                                                     | Phase finale                                                                     | Phase finale                                                                     | Phase finale                                                                     | Phase finale                                                                     | Phase finale                                                                     | Phase finale                                                                     | Coupe                                                                            |
| Année | Année                                      | Class.                                                                           | Points                                                                           | MJ                                                                               | V.                                                                               | N.                                                                               | D.                                                                               | Pp.                                                                              | Pc.                                                                              | Perf.                                                                            | MJ                                                                               | V.                                                                               | N.                                                                               | D.                                                                               | Pp.                                                                              | Pc.                                                                              | Performance                                                                      |
| Championnat de France de première division                                                                           | Championnat de France de première division | Championnat de France de première division                                       | Championnat de France de première division                                       | Championnat de France de première division                                       | Championnat de France de première division                                       | Championnat de France de première division                                       | Championnat de France de première division                                       | Championnat de France de première division                                       | Championnat de France de première division                                       | Championnat de France de première division                                       | Championnat de France de première division                                       | Championnat de France de première division                                       | Championnat de France de première division                                       | Championnat de France de première division                                       | Championnat de France de première division                                       | Championnat de France de première division                                       | Coupe de France                                                                  |
| 1935 | 1935                                       | 7e                                                                               | 26                                                                               | 17                                                                               | 4                                                                                | 1                                                                                | 12                                                                               |                                                                                  |                                                                                  | pas de phase finale                                                              | pas de phase finale                                                              | pas de phase finale                                                              | pas de phase finale                                                              | pas de phase finale                                                              | pas de phase finale                                                              | pas de phase finale                                                              | Quart-de-finale                                                                  |
| 1936 | 1936                                       | 5e                                                                               | 20                                                                               | 10                                                                               | 5                                                                                | 0                                                                                | 5                                                                                | ?                                                                                | ?                                                                                | Quart-de-finale                                                                  | 1                                                                                | 0                                                                                | 0                                                                                | 1                                                                                | 8                                                                                | 16                                                                               | 2e tour                                                                          |
| 1937 | 1937                                       | 6e                                                                               | 37                                                                               | 18                                                                               |                                                                                  |                                                                                  |                                                                                  |                                                                                  |                                                                                  | Non qualifié                                                                     | 0                                                                                | 0                                                                                | 0                                                                                | 0                                                                                | 0                                                                                | 0                                                                                | Quart-de-finale                                                                  |
| 1938 | 1938                                       | 7e                                                                               | 34                                                                               | 19                                                                               | 7                                                                                | 1                                                                                | 11                                                                               | 232                                                                              | 278                                                                              | Champion                                                                         | 3                                                                                | 3                                                                                | 0                                                                                | 0                                                                                | 41                                                                               | 18                                                                               | Huitième-de-finale                                                               |
| 1939 | 1939                                       | 7e                                                                               | 49                                                                               | 24                                                                               | 12                                                                               | 1                                                                                | 11                                                                               | 361                                                                              | 260                                                                              | Non qualifié                                                                     | 0                                                                                | 0                                                                                | 0                                                                                | 0                                                                                | 0                                                                                | 0                                                                                | Quart-de-finale                                                                  |
| 1940 | 1940                                       | 3e                                                                               | ?                                                                                | ?                                                                                | ?                                                                                | ?                                                                                | ?                                                                                | ?                                                                                | ?                                                                                | Demi-finale                                                                      | 1                                                                                | 0                                                                                | 0                                                                                | 1                                                                                | 8                                                                                | 19                                                                               | Quart-de-finale                                                                  |
| 1941 à 1944 - Le Rugby à XIII est interdit fin octobre 1940 par le Gouvernement de Vichy et sa Révolution nationale. |                                            |                                                                                  |                                                                                  |                                                                                  |                                                                                  |                                                                                  |                                                                                  |                                                                                  |                                                                                  |                                                                                  |                                                                                  |                                                                                  |                                                                                  |                                                                                  |                                                                                  |                                                                                  |                                                                                  |
| 1945 | 1945                                       | ?                                                                                |                                                                                  |                                                                                  |                                                                                  |                                                                                  |                                                                                  |                                                                                  |                                                                                  | Quart-de-finale                                                                  |                                                                                  |                                                                                  |                                                                                  |                                                                                  |                                                                                  |                                                                                  | Demi-finale                                                                      |
| 1946 | 1946                                       | 3e                                                                               |                                                                                  |                                                                                  |                                                                                  |                                                                                  |                                                                                  |                                                                                  |                                                                                  | Demi-finale                                                                      | 1                                                                                | 0                                                                                | 0                                                                                | 1                                                                                | 3                                                                                | 6                                                                                | Quart-de-finale                                                                  |
| 1947 | 1947                                       | 7e                                                                               | 54                                                                               | 25                                                                               | 14                                                                               | 1                                                                                | 10                                                                               |                                                                                  |                                                                                  | Non qualifié                                                                     |                                                                                  |                                                                                  |                                                                                  |                                                                                  |                                                                                  |                                                                                  | Demi-finale                                                                      |
| 1948 | 1948                                       | 4e                                                                               | 60                                                                               | 26                                                                               |                                                                                  |                                                                                  |                                                                                  |                                                                                  |                                                                                  | Demi-finale                                                                      | 1                                                                                | 0                                                                                | 0                                                                                | 1                                                                                | 0                                                                                | 7                                                                                | Quart-de-finale                                                                  |
| 1949 | 1949                                       | 4e                                                                               | 52                                                                               | 21                                                                               |                                                                                  |                                                                                  |                                                                                  |                                                                                  |                                                                                  | Demi-finale                                                                      | 1                                                                                | 0                                                                                | 0                                                                                | 1                                                                                | 10                                                                               | 26                                                                               | Quart-de-finale                                                                  |
| 1950 | 1950                                       | 6e                                                                               | 42                                                                               | 21                                                                               |                                                                                  |                                                                                  |                                                                                  |                                                                                  |                                                                                  | Non qualifié                                                                     |                                                                                  |                                                                                  |                                                                                  |                                                                                  |                                                                                  |                                                                                  | Huitième-de-finale                                                               |
| 1951 | 1951                                       | 6e                                                                               | 51                                                                               | 26                                                                               |                                                                                  |                                                                                  |                                                                                  |                                                                                  |                                                                                  | Non qualifié                                                                     |                                                                                  |                                                                                  |                                                                                  |                                                                                  |                                                                                  |                                                                                  | Huitième-de-finale                                                               |
| 1952 | 1952                                       | 5e                                                                               | 53                                                                               | 24                                                                               |                                                                                  |                                                                                  |                                                                                  |                                                                                  |                                                                                  | Non qualifié                                                                     |                                                                                  |                                                                                  |                                                                                  |                                                                                  |                                                                                  |                                                                                  | Quart-de-finale                                                                  |
| 1953 | 1953                                       | 5e                                                                               | 56                                                                               | 24                                                                               |                                                                                  |                                                                                  |                                                                                  |                                                                                  |                                                                                  | Non qualifié                                                                     |                                                                                  |                                                                                  |                                                                                  |                                                                                  |                                                                                  |                                                                                  | Huitième-de-finale                                                               |
| 1954 | 1954                                       | 8e                                                                               | 43                                                                               | 21                                                                               |                                                                                  |                                                                                  |                                                                                  |                                                                                  |                                                                                  | Non qualifié                                                                     |                                                                                  |                                                                                  |                                                                                  |                                                                                  |                                                                                  |                                                                                  | Demi-finale                                                                      |
| 1955 | 1955                                       | 3e                                                                               | 66                                                                               | 26                                                                               |                                                                                  |                                                                                  |                                                                                  |                                                                                  |                                                                                  | Demi-finale                                                                      | 1                                                                                | 0                                                                                | 0                                                                                | 1                                                                                | 13                                                                               | 27                                                                               | Quart-de-finale                                                                  |
| 1956 | 1956                                       | 1er                                                                              | 67                                                                               | 26                                                                               |                                                                                  |                                                                                  |                                                                                  |                                                                                  |                                                                                  | Champion                                                                         | 2                                                                                | 2                                                                                | 0                                                                                | 0                                                                                | 22                                                                               | 7                                                                                | Quart-de-finale                                                                  |
| 1957 | 1957                                       | 5e                                                                               | 62                                                                               | 26                                                                               |                                                                                  |                                                                                  |                                                                                  |                                                                                  |                                                                                  | Barrage                                                                          | 1                                                                                | 0                                                                                | 0                                                                                | 1                                                                                | 15                                                                               | 29                                                                               | Quart-de-finale                                                                  |
| 1958 | 1958                                       | 1er                                                                              | 26                                                                               | 10                                                                               |                                                                                  |                                                                                  |                                                                                  |                                                                                  |                                                                                  | Champion                                                                         | 2                                                                                | 2                                                                                | 0                                                                                | 0                                                                                | 38                                                                               | 15                                                                               | Demi-finale                                                                      |
| 1959 | 1959                                       | 4e                                                                               | 65                                                                               | 22                                                                               |                                                                                  |                                                                                  |                                                                                  |                                                                                  |                                                                                  | Demi-finale                                                                      | 2                                                                                | 1                                                                                | 0                                                                                | 1                                                                                | 47                                                                               | 24                                                                               | Huitième de finale                                                               |
| 1960 | 1960                                       | 1er                                                                              | 63                                                                               | 25                                                                               |                                                                                  |                                                                                  |                                                                                  |                                                                                  |                                                                                  | Finaliste                                                                        | 2                                                                                | 1                                                                                | 0                                                                                | 1                                                                                | 36                                                                               | 41                                                                               | Quart-de-finale                                                                  |
| 1961 | 1961                                       | 6e                                                                               | 51                                                                               | 24                                                                               |                                                                                  |                                                                                  |                                                                                  |                                                                                  |                                                                                  | Quart-de-finale                                                                  | 1                                                                                | 0                                                                                | 0                                                                                | 1                                                                                | 4                                                                                | 18                                                                               | Huitième de finale                                                               |
| 1962 | 1962                                       | 1er                                                                              | 61                                                                               | 24                                                                               |                                                                                  |                                                                                  |                                                                                  |                                                                                  |                                                                                  | Champion                                                                         | 3                                                                                | 3                                                                                | 0                                                                                | 0                                                                                | 37                                                                               | 14                                                                               | Quart-de-finale                                                                  |
| 1963 | 1963                                       | 6e                                                                               | 50                                                                               | ?                                                                                |                                                                                  |                                                                                  |                                                                                  |                                                                                  |                                                                                  | Barrage                                                                          | 1                                                                                | 0                                                                                | 0                                                                                | 1                                                                                | 0                                                                                | 19                                                                               | ?                                                                                |
| 1964 | 1964                                       | 4e                                                                               | 63                                                                               | 28                                                                               |                                                                                  |                                                                                  |                                                                                  |                                                                                  |                                                                                  | Quart-de-finale                                                                  | 1                                                                                | 0                                                                                | 0                                                                                | 1                                                                                | 2                                                                                | 17                                                                               | ?                                                                                |
| 1965 | 1965                                       | 6e                                                                               | 56                                                                               | 26                                                                               |                                                                                  |                                                                                  |                                                                                  |                                                                                  |                                                                                  | Quart-de-finale                                                                  | 1                                                                                | 0                                                                                | 0                                                                                | 1                                                                                | 8                                                                                | 16                                                                               | Demi-finale                                                                      |
| 1966 | 1966                                       | 6e                                                                               | 55                                                                               | 26                                                                               |                                                                                  |                                                                                  |                                                                                  |                                                                                  |                                                                                  | Demi-finale                                                                      | 3                                                                                | 2                                                                                | 0                                                                                | 1                                                                                | 39                                                                               | 41                                                                               | Huitième de finale                                                               |
| 1967 | 1967                                       | 12e                                                                              | 42                                                                               | 28                                                                               |                                                                                  |                                                                                  |                                                                                  |                                                                                  |                                                                                  | Non qualifié                                                                     |                                                                                  |                                                                                  |                                                                                  |                                                                                  |                                                                                  |                                                                                  | Quart-de-finale                                                                  |
| 1968 | 1968                                       | 7e                                                                               | 44                                                                               |                                                                                  |                                                                                  |                                                                                  |                                                                                  |                                                                                  |                                                                                  | Barrage                                                                          | 1                                                                                | 0                                                                                | 0                                                                                | 1                                                                                | 7                                                                                | 8                                                                                | Huitième de finale                                                               |
| 1969 | 1969                                       | 12e                                                                              | 42                                                                               | 22                                                                               |                                                                                  |                                                                                  |                                                                                  |                                                                                  |                                                                                  | Barrage                                                                          | 1                                                                                | 0                                                                                | 0                                                                                | 1                                                                                | 3                                                                                | 17                                                                               | Huitième de finale                                                               |
| 1970 | 1970                                       | 12e                                                                              | 36                                                                               | 22                                                                               |                                                                                  |                                                                                  |                                                                                  |                                                                                  |                                                                                  | Quart-de-finale                                                                  | 2                                                                                | 1                                                                                | 0                                                                                | 1                                                                                | 15                                                                               | 19                                                                               | Huitième de finale                                                               |
| 1971 | 1971                                       | 12e                                                                              | 46                                                                               | 26                                                                               |                                                                                  |                                                                                  |                                                                                  |                                                                                  |                                                                                  | Non qualifié                                                                     |                                                                                  |                                                                                  |                                                                                  |                                                                                  |                                                                                  |                                                                                  | Huitième de finale                                                               |
| 1972 | 1972                                       | 12e                                                                              | 45                                                                               | 28                                                                               |                                                                                  |                                                                                  |                                                                                  |                                                                                  |                                                                                  | Non qualifié                                                                     |                                                                                  |                                                                                  |                                                                                  |                                                                                  |                                                                                  |                                                                                  | Huitième de finale                                                               |
| 1973 | 1973                                       | 14e                                                                              | 39                                                                               | 20                                                                               |                                                                                  |                                                                                  |                                                                                  |                                                                                  |                                                                                  | Non qualifié                                                                     |                                                                                  |                                                                                  |                                                                                  |                                                                                  |                                                                                  |                                                                                  | Demi-finale                                                                      |
| 1974 | 1974                                       | 10e                                                                              |                                                                                  |                                                                                  |                                                                                  |                                                                                  |                                                                                  |                                                                                  |                                                                                  | Barrage                                                                          | 1                                                                                | 0                                                                                | 0                                                                                | 1                                                                                | 6                                                                                | 10                                                                               | Vainqueur                                                                        |
| 1975 | 1975                                       | 8e                                                                               | 42                                                                               | 21                                                                               |                                                                                  |                                                                                  |                                                                                  |                                                                                  |                                                                                  | Barrage                                                                          | 1                                                                                | 0                                                                                | 0                                                                                | 1                                                                                | 10                                                                               | 23                                                                               | ?                                                                                |
| 1976 | 1976                                       | 11e                                                                              | 42                                                                               | 22                                                                               |                                                                                  |                                                                                  |                                                                                  |                                                                                  |                                                                                  | Barrage                                                                          | 1                                                                                | 0                                                                                | 0                                                                                | 1                                                                                | 0                                                                                | 9                                                                                |                                                                                  |
| 1977 | 1977                                       | 7e                                                                               | 47                                                                               | 22                                                                               |                                                                                  |                                                                                  |                                                                                  |                                                                                  |                                                                                  | Champion                                                                         | 4                                                                                | 4                                                                                | 0                                                                                | 0                                                                                | 52                                                                               | 33                                                                               | 1/8 finale                                                                       |
| 1978 | 1978                                       | 10e                                                                              | 51                                                                               | 26                                                                               |                                                                                  |                                                                                  |                                                                                  |                                                                                  |                                                                                  | Non qualifié                                                                     | 0                                                                                | 0                                                                                | 0                                                                                | 0                                                                                | 0                                                                                | 0                                                                                | ?                                                                                |
| 1979 | 1979                                       | 11e                                                                              | 49                                                                               | 26                                                                               |                                                                                  |                                                                                  |                                                                                  |                                                                                  |                                                                                  | Non qualifié                                                                     | 0                                                                                | 0                                                                                | 0                                                                                | 0                                                                                | 0                                                                                | 0                                                                                | 1/4 finale                                                                       |
| 1980 | 1980                                       | 8e                                                                               | 50                                                                               | 26                                                                               |                                                                                  |                                                                                  |                                                                                  |                                                                                  |                                                                                  | Non qualifié                                                                     | 0                                                                                | 0                                                                                | 0                                                                                | 0                                                                                | 0                                                                                | 0                                                                                | 1/4 finale                                                                       |
| 1981 | 1981                                       | 6e                                                                               | 53                                                                               | 26                                                                               |                                                                                  |                                                                                  |                                                                                  |                                                                                  |                                                                                  | 1/4 finale                                                                       | 1                                                                                | 0                                                                                | 0                                                                                | 1                                                                                | 11                                                                               | 23                                                                               | 1/8 finale                                                                       |
| 1982 | 1982                                       | 12e                                                                              | 46                                                                               |                                                                                  |                                                                                  |                                                                                  |                                                                                  |                                                                                  |                                                                                  | Non qualifié                                                                     | 0                                                                                | 0                                                                                | 0                                                                                | 0                                                                                | 0                                                                                | 0                                                                                | 1/8 finale                                                                       |
| 1983 | 1983                                       | 8e                                                                               | 43                                                                               | 26                                                                               |                                                                                  |                                                                                  |                                                                                  |                                                                                  |                                                                                  | Non qualifié                                                                     | 0                                                                                | 0                                                                                | 0                                                                                | 0                                                                                | 0                                                                                | 0                                                                                | 1/4 finale                                                                       |
| 1984 | 1984                                       | 9e                                                                               | 51                                                                               |                                                                                  |                                                                                  |                                                                                  |                                                                                  |                                                                                  |                                                                                  | Non qualifié                                                                     | 0                                                                                | 0                                                                                | 0                                                                                | 0                                                                                | 0                                                                                | 0                                                                                | ?                                                                                |
| 1985 | 1985                                       | 7e                                                                               | 53                                                                               |                                                                                  |                                                                                  |                                                                                  |                                                                                  |                                                                                  |                                                                                  | Non qualifié                                                                     | 0                                                                                | 0                                                                                | 0                                                                                | 0                                                                                | 0                                                                                | 0                                                                                | ?                                                                                |
| 1986 | 1986                                       | 11e                                                                              | 30                                                                               |                                                                                  |                                                                                  |                                                                                  |                                                                                  |                                                                                  |                                                                                  | Barrages                                                                         | 1                                                                                | 0                                                                                | 0                                                                                | 1                                                                                | 12                                                                               | 24                                                                               | 1/8 finale                                                                       |
| 1987 | 1987                                       | 12e                                                                              | 26                                                                               | 22                                                                               |                                                                                  |                                                                                  |                                                                                  |                                                                                  |                                                                                  | Non qualifié                                                                     | 0                                                                                | 0                                                                                | 0                                                                                | 0                                                                                | 0                                                                                | 0                                                                                | 1/8 finale                                                                       |
| 1988 | 1988                                       | -                                                                                |                                                                                  |                                                                                  |                                                                                  |                                                                                  |                                                                                  |                                                                                  |                                                                                  | -                                                                                |                                                                                  |                                                                                  |                                                                                  |                                                                                  |                                                                                  |                                                                                  | 1/8 finale                                                                       |
| 1989 | 1989                                       | -                                                                                |                                                                                  |                                                                                  |                                                                                  |                                                                                  |                                                                                  |                                                                                  |                                                                                  | -                                                                                |                                                                                  |                                                                                  |                                                                                  |                                                                                  |                                                                                  |                                                                                  | ?                                                                                |
| 1990 | 1990                                       | -                                                                                |                                                                                  |                                                                                  |                                                                                  |                                                                                  |                                                                                  |                                                                                  |                                                                                  | -                                                                                |                                                                                  |                                                                                  |                                                                                  |                                                                                  |                                                                                  |                                                                                  | ?                                                                                |
| 1991 | 1991                                       | -                                                                                |                                                                                  |                                                                                  |                                                                                  |                                                                                  |                                                                                  |                                                                                  |                                                                                  | -                                                                                |                                                                                  |                                                                                  |                                                                                  |                                                                                  |                                                                                  |                                                                                  | ?                                                                                |
| 1992 | 1992                                       | 10e                                                                              |                                                                                  |                                                                                  |                                                                                  |                                                                                  |                                                                                  |                                                                                  |                                                                                  | Non qualifié                                                                     |                                                                                  |                                                                                  |                                                                                  |                                                                                  |                                                                                  |                                                                                  | 1/8 finale                                                                       |
| 1993 | 1993                                       | 7e                                                                               |                                                                                  |                                                                                  |                                                                                  |                                                                                  |                                                                                  |                                                                                  |                                                                                  | Non qualifié                                                                     |                                                                                  |                                                                                  |                                                                                  |                                                                                  |                                                                                  |                                                                                  | 1/4 finale                                                                       |
| 1994 | 1994                                       | 9e                                                                               |                                                                                  |                                                                                  |                                                                                  |                                                                                  |                                                                                  |                                                                                  |                                                                                  | Non qualifié                                                                     |                                                                                  |                                                                                  |                                                                                  |                                                                                  |                                                                                  |                                                                                  | 1/4 finale                                                                       |
| 1995 | 1995                                       | 9e                                                                               |                                                                                  |                                                                                  |                                                                                  |                                                                                  |                                                                                  |                                                                                  |                                                                                  | Non qualifié                                                                     |                                                                                  |                                                                                  |                                                                                  |                                                                                  |                                                                                  |                                                                                  | 1/8 finale                                                                       |
| 1996 | 1996                                       | ?                                                                                | -                                                                                |                                                                                  |                                                                                  |                                                                                  |                                                                                  |                                                                                  |                                                                                  | Non qualifié                                                                     | 0                                                                                | 0                                                                                | 0                                                                                | 0                                                                                | 0                                                                                | 0                                                                                | 1/8 finale                                                                       |
| 1997 | 1997                                       | 9e                                                                               | 29                                                                               | 14                                                                               | 7                                                                                | 1                                                                                | 6                                                                                |                                                                                  |                                                                                  | Non qualifié                                                                     | 0                                                                                | 0                                                                                | 0                                                                                | 0                                                                                | 0                                                                                | 0                                                                                | ?                                                                                |
| 1998 | 1998                                       | 12e                                                                              | 31                                                                               | 22                                                                               | 4                                                                                | 1                                                                                | 17                                                                               |                                                                                  |                                                                                  | Non qualifié                                                                     | 0                                                                                | 0                                                                                | 0                                                                                | 0                                                                                | 0                                                                                | 0                                                                                | ?                                                                                |
| Championnat de France de deuxième division                                                                           | Championnat de France de deuxième division | Championnat de France de deuxième division                                       | Championnat de France de deuxième division                                       | Championnat de France de deuxième division                                       | Championnat de France de deuxième division                                       | Championnat de France de deuxième division                                       | Championnat de France de deuxième division                                       | Championnat de France de deuxième division                                       | Championnat de France de deuxième division                                       | Championnat de France de deuxième division                                       | Championnat de France de deuxième division                                       | Championnat de France de deuxième division                                       | Championnat de France de deuxième division                                       | Championnat de France de deuxième division                                       | Championnat de France de deuxième division                                       | Championnat de France de deuxième division                                       | Coupe de France                                                                  |
| 1999 |                                            |                                                                                  |                                                                                  |                                                                                  |                                                                                  |                                                                                  |                                                                                  |                                                                                  |                                                                                  |                                                                                  |                                                                                  |                                                                                  |                                                                                  |                                                                                  |                                                                                  |                                                                                  |                                                                                  |
| 2000 | 2000                                       |                                                                                  |                                                                                  |                                                                                  |                                                                                  |                                                                                  |                                                                                  |                                                                                  |                                                                                  |                                                                                  |                                                                                  |                                                                                  |                                                                                  |                                                                                  |                                                                                  |                                                                                  | Quart de finale                                                                  |
| 2001 |                                            |                                                                                  |                                                                                  |                                                                                  |                                                                                  |                                                                                  |                                                                                  |                                                                                  |                                                                                  |                                                                                  |                                                                                  |                                                                                  |                                                                                  |                                                                                  |                                                                                  |                                                                                  |                                                                                  |
| Championnat de France de première division                                                                           | Championnat de France de première division | Championnat de France de première division                                       | Championnat de France de première division                                       | Championnat de France de première division                                       | Championnat de France de première division                                       | Championnat de France de première division                                       | Championnat de France de première division                                       | Championnat de France de première division                                       | Championnat de France de première division                                       | Championnat de France de première division                                       | Championnat de France de première division                                       | Championnat de France de première division                                       | Championnat de France de première division                                       | Championnat de France de première division                                       | Championnat de France de première division                                       | Championnat de France de première division                                       | Coupe de France                                                                  |
| 2002 |                                            |                                                                                  |                                                                                  |                                                                                  |                                                                                  |                                                                                  |                                                                                  |                                                                                  |                                                                                  |                                                                                  |                                                                                  |                                                                                  |                                                                                  |                                                                                  |                                                                                  |                                                                                  |                                                                                  |
| Championnat de France de deuxième division                                                                           | Championnat de France de deuxième division | Championnat de France de deuxième division                                       | Championnat de France de deuxième division                                       | Championnat de France de deuxième division                                       | Championnat de France de deuxième division                                       | Championnat de France de deuxième division                                       | Championnat de France de deuxième division                                       | Championnat de France de deuxième division                                       | Championnat de France de deuxième division                                       | Championnat de France de deuxième division                                       | Championnat de France de deuxième division                                       | Championnat de France de deuxième division                                       | Championnat de France de deuxième division                                       | Championnat de France de deuxième division                                       | Championnat de France de deuxième division                                       | Championnat de France de deuxième division                                       | Coupe de France                                                                  |
| 2003 |                                            |                                                                                  |                                                                                  |                                                                                  |                                                                                  |                                                                                  |                                                                                  |                                                                                  |                                                                                  |                                                                                  |                                                                                  |                                                                                  |                                                                                  |                                                                                  |                                                                                  |                                                                                  |                                                                                  |
| 2004 |                                            |                                                                                  |                                                                                  |                                                                                  |                                                                                  |                                                                                  |                                                                                  |                                                                                  |                                                                                  |                                                                                  |                                                                                  |                                                                                  |                                                                                  |                                                                                  |                                                                                  |                                                                                  |                                                                                  |
| 2005 |                                            |                                                                                  |                                                                                  |                                                                                  |                                                                                  |                                                                                  |                                                                                  |                                                                                  |                                                                                  |                                                                                  |                                                                                  |                                                                                  |                                                                                  |                                                                                  |                                                                                  |                                                                                  |                                                                                  |
| 2006 |                                            |                                                                                  |                                                                                  |                                                                                  |                                                                                  |                                                                                  |                                                                                  |                                                                                  |                                                                                  |                                                                                  |                                                                                  |                                                                                  |                                                                                  |                                                                                  |                                                                                  |                                                                                  |                                                                                  |
| 2007 | 2007                                       |                                                                                  |                                                                                  |                                                                                  |                                                                                  |                                                                                  |                                                                                  |                                                                                  |                                                                                  |                                                                                  |                                                                                  |                                                                                  |                                                                                  |                                                                                  |                                                                                  |                                                                                  | Huitième de finale                                                               |
| Championnat de France de première division                                                                           | Championnat de France de première division | Championnat de France de première division                                       | Championnat de France de première division                                       | Championnat de France de première division                                       | Championnat de France de première division                                       | Championnat de France de première division                                       | Championnat de France de première division                                       | Championnat de France de première division                                       | Championnat de France de première division                                       | Championnat de France de première division                                       | Championnat de France de première division                                       | Championnat de France de première division                                       | Championnat de France de première division                                       | Championnat de France de première division                                       | Championnat de France de première division                                       | Championnat de France de première division                                       | Coupe de France                                                                  |
| 2008 | 2008                                       | 8e                                                                               | 30                                                                               | 20                                                                               | 5                                                                                | 0                                                                                | 15                                                                               | 261                                                                              | 533                                                                              | 1er tour                                                                         | 1                                                                                | 0                                                                                | 0                                                                                | 1                                                                                | 8                                                                                | 31                                                                               | Finaliste                                                                        |
| Championnat de France de deuxième division                                                                           | Championnat de France de deuxième division | Championnat de France de deuxième division                                       | Championnat de France de deuxième division                                       | Championnat de France de deuxième division                                       | Championnat de France de deuxième division                                       | Championnat de France de deuxième division                                       | Championnat de France de deuxième division                                       | Championnat de France de deuxième division                                       | Championnat de France de deuxième division                                       | Championnat de France de deuxième division                                       | Championnat de France de deuxième division                                       | Championnat de France de deuxième division                                       | Championnat de France de deuxième division                                       | Championnat de France de deuxième division                                       | Championnat de France de deuxième division                                       | Championnat de France de deuxième division                                       | Coupe de France                                                                  |
| 2009 |                                            |                                                                                  |                                                                                  |                                                                                  |                                                                                  |                                                                                  |                                                                                  |                                                                                  |                                                                                  |                                                                                  |                                                                                  |                                                                                  |                                                                                  |                                                                                  |                                                                                  |                                                                                  |                                                                                  |
| 2010 | 2010                                       |                                                                                  |                                                                                  |                                                                                  |                                                                                  |                                                                                  |                                                                                  |                                                                                  |                                                                                  |                                                                                  |                                                                                  |                                                                                  |                                                                                  |                                                                                  |                                                                                  |                                                                                  | Huitième de finale                                                               |
| 2011 | 2011                                       |                                                                                  |                                                                                  |                                                                                  |                                                                                  |                                                                                  |                                                                                  |                                                                                  |                                                                                  |                                                                                  |                                                                                  |                                                                                  |                                                                                  |                                                                                  |                                                                                  |                                                                                  | Quart de finale                                                                  |
| 2012 |                                            |                                                                                  |                                                                                  |                                                                                  |                                                                                  |                                                                                  |                                                                                  |                                                                                  |                                                                                  |                                                                                  |                                                                                  |                                                                                  |                                                                                  |                                                                                  |                                                                                  |                                                                                  |                                                                                  |
| 2013 |                                            |                                                                                  |                                                                                  |                                                                                  |                                                                                  |                                                                                  |                                                                                  |                                                                                  |                                                                                  |                                                                                  |                                                                                  |                                                                                  |                                                                                  |                                                                                  |                                                                                  |                                                                                  |                                                                                  |
| 2014 | 2014                                       |                                                                                  |                                                                                  |                                                                                  |                                                                                  |                                                                                  |                                                                                  |                                                                                  |                                                                                  |                                                                                  |                                                                                  |                                                                                  |                                                                                  |                                                                                  |                                                                                  |                                                                                  | Huitième de finale                                                               |
| 2015 | 2015                                       |                                                                                  |                                                                                  |                                                                                  |                                                                                  |                                                                                  |                                                                                  |                                                                                  |                                                                                  |                                                                                  |                                                                                  |                                                                                  |                                                                                  |                                                                                  |                                                                                  |                                                                                  | Huitième de finale                                                               |
| Championnat de France de première division                                                                           | Championnat de France de première division | Championnat de France de première division                                       | Championnat de France de première division                                       | Championnat de France de première division                                       | Championnat de France de première division                                       | Championnat de France de première division                                       | Championnat de France de première division                                       | Championnat de France de première division                                       | Championnat de France de première division                                       | Championnat de France de première division                                       | Championnat de France de première division                                       | Championnat de France de première division                                       | Championnat de France de première division                                       | Championnat de France de première division                                       | Championnat de France de première division                                       | Championnat de France de première division                                       | Coupe de France                                                                  |
| 2016 | 2016                                       | 5e                                                                               | 28                                                                               | 20                                                                               | 7                                                                                | 0                                                                                | 13                                                                               | 438                                                                              | 595                                                                              | 1er tour                                                                         | 1                                                                                | 0                                                                                | 0                                                                                | 1                                                                                | 10                                                                               | 30                                                                               | Demi-finale                                                                      |
| 2017 | 2017                                       | 6e                                                                               | 31                                                                               | 20                                                                               | 9                                                                                | 0                                                                                | 11                                                                               | 511                                                                              | 616                                                                              | 1er tour                                                                         | 1                                                                                | 0                                                                                | 0                                                                                | 1                                                                                | 22                                                                               | 54                                                                               | Demi-finale                                                                      |
| 2018 | 2018                                       | 6e                                                                               | 33                                                                               | 19                                                                               | 8                                                                                | 0                                                                                | 11                                                                               | 487                                                                              | 402                                                                              | 1er tour                                                                         | 1                                                                                | 0                                                                                | 0                                                                                | 1                                                                                | 24                                                                               | 28                                                                               | Demi-finale                                                                      |
| 2019 | 2019                                       | 5e                                                                               | 39                                                                               | 19                                                                               | 12                                                                               | 0                                                                                | 7                                                                                | 561                                                                              | 457                                                                              | 1er tour                                                                         | 1                                                                                | 0                                                                                | 0                                                                                | 1                                                                                | 24                                                                               | 26                                                                               | Quart-de-finale                                                                  |
| 2020 | 2020                                       | Éditions annulées et titres non décernés en raison de la pandémie de coronavirus | Éditions annulées et titres non décernés en raison de la pandémie de coronavirus | Éditions annulées et titres non décernés en raison de la pandémie de coronavirus | Éditions annulées et titres non décernés en raison de la pandémie de coronavirus | Éditions annulées et titres non décernés en raison de la pandémie de coronavirus | Éditions annulées et titres non décernés en raison de la pandémie de coronavirus | Éditions annulées et titres non décernés en raison de la pandémie de coronavirus | Éditions annulées et titres non décernés en raison de la pandémie de coronavirus | Éditions annulées et titres non décernés en raison de la pandémie de coronavirus | Éditions annulées et titres non décernés en raison de la pandémie de coronavirus | Éditions annulées et titres non décernés en raison de la pandémie de coronavirus | Éditions annulées et titres non décernés en raison de la pandémie de coronavirus | Éditions annulées et titres non décernés en raison de la pandémie de coronavirus | Éditions annulées et titres non décernés en raison de la pandémie de coronavirus | Éditions annulées et titres non décernés en raison de la pandémie de coronavirus | Éditions annulées et titres non décernés en raison de la pandémie de coronavirus |
| 2021 | 2021                                       | 7e                                                                               | 19                                                                               | 18                                                                               | 4                                                                                | 0                                                                                | 14                                                                               | 366                                                                              | 549                                                                              | Non qualifié                                                                     | 0                                                                                | 0                                                                                | 0                                                                                | 0                                                                                | 0                                                                                | 0                                                                                | Annulé                                                                           |
| 2022 | 2022                                       | 4e                                                                               | 31                                                                               | 16                                                                               | 9                                                                                | 0                                                                                | 7                                                                                | 456                                                                              | 372                                                                              | 1er tour                                                                         | 1                                                                                | 0                                                                                | 0                                                                                | 1                                                                                | 24                                                                               | 28                                                                               | Annulé                                                                           |
| 2023 | 2023                                       | 4e                                                                               | 42                                                                               | 18                                                                               | 13                                                                               | 0                                                                                | 5                                                                                | 502                                                                              | 286                                                                              | Demi-finale                                                                      | 2                                                                                | 1                                                                                | 0                                                                                | 1                                                                                | 56                                                                               | 32                                                                               | Finaliste                                                                        |
| 2024 | 2024                                       | 2e                                                                               | 47                                                                               | 18                                                                               | 15                                                                               | 0                                                                                | 3                                                                                | 515                                                                              | 238                                                                              | Finaliste                                                                        | 2                                                                                | 1                                                                                | 0                                                                                | 1                                                                                | 40                                                                               | 26                                                                               | Quart-de-finale                                                                  |
| 2025 | 2025                                       | 1er                                                                              | 51                                                                               | 20                                                                               | 16                                                                               | 0                                                                                | 4                                                                                | 554                                                                              | 292                                                                              | Champion                                                                         | 2                                                                                | 2                                                                                | 0                                                                                | 0                                                                                | 52                                                                               | 24                                                                               | Finaliste                                                                        |

## Joueurs emblématiques
- Yves Alvernhe
- Jean Pierre-Antoine
- Éric Anselme
- Dominique Baloup
- Yves Bégou
- Gabriel Berthomieu
- Marcel Bescos
- Jean-Marie Bez
- André Castagnon
- Éric Castel
- Jean-Louis Castel
- Bernard Cesses
- Gaston Combes
- Jean-Pierre Cros
- Bernard Fabre
- Georges Fages
- Charles Galaup
- Roger Garrigue
- Tony Gigot
- Roland Gorse
- Guy Husson
- Henri Jeansous
- Fernand Kaminski
- Christian Laskawiec
- Gabriel Laskawiec
- Vincent Martimpé-Gallart
- Michel Moussard
- André Rives
- Lionel Teixido
- Serge Tonus
- André Vadon
- Gilbert Verdié
- Jean-Marie Vignal
- Marcel Volot